# Nikola Grmoja
Nikola Grmoja (* 28. Juli 1981 in Metković, SR Kroatien) ist ein kroatischer Politiker der Partei Most nezavisnih lista.

## Leben
Nikola Grmoja wurde 1981 in der dalmatinischen Stadt Metković geboren und besuchte dort die Grundschule und das Gymnasium. Anschließend studierte Grmoja Soziologie und Geschichte an der Universität Zadar. Nach seinem Studium unterrichtete Nikola Grmoja als Geschichtslehrer zuerst an der Mittelschule „Tin Ujević“ in Vrgorac, danach in seiner Geburtsstadt Metković an der dortigen Grundschule „Stjepan Radić“. Ab 2014 widmet er sich ausschließlich der Politik. Zunächst in seiner Heimatstadt, wo er mit seinem Parteikollegen Božo Petrov die Partei MOST mitgegründet hat, danach auf Landesebene. Seit den Parlamentswahlen 2015 ist er Abgeordneter im kroatischen Parlament.
Nikola Grmoja ist mit der Englischlehrerin Pava Grmoja verheiratet. Gemeinsam hat das Ehepaar eine Tochter.  